# Szkolnictwo rolnicze na Pomorzu w okresie międzywojennym
Szkolnictwo rolnicze na Pomorzu w okresie międzywojennym – całokształt zagadnień związanych z powstaniem i rozwojem szkół rolniczych, ich organizacją i przebiegiem procesu nauczania w warunkach województwa  pomorskiego. Celem szkół rolniczych było przygotowanie młodzieży wiejskiej do zawodu rolnika, poprzez stosowanie nowoczesnych metod uprawy roli i chowu zwierząt.

## Niższe szkolnictwo rolnicze
Zakładanie szkół opierano na ustawie z 1920 r. o ludowych szkołach rolniczych. Według ustawy szkoły dzieliły się na publiczne i prywatne. Szkoły publiczne utrzymywane były przez państwo, powiatowe przez związki komunalne lub izby rolnicze. Natomiast szkoły prywatne utrzymywane były przez stowarzyszenia, spółki lub osoby prywatne. Zwierzchni nadzór nad ludowymi szkołami rolniczymi – publicznymi i prywatnymi – należał do Ministra Rolnictwa i Dóbr Państwowych.
W przypadku Pomorza nadzór nad niższymi szkołami rolniczymi należał do Pomorskiej Izby Rolniczej, która sprawowała tę funkcję za pośrednictwem Wydziału Oświaty PIR. Naczelnik wydziału oświaty pełnił jednocześnie rolę wizytatora. Wizytator zobowiązany był do  wizytacji każdej szkoły, celem stwierdzenia sposobu nauczania, postępu w nauce oraz sposobu prowadzenia gospodarstwa przyszkolnego.
Według danych PIR z 1926 r. pod nadzorem izby pozostawało 10 szkół rolniczych, w tym jedna niemiecka (Świecie) oraz jedna żeńska  (Kowalewo). Spośród nich trzy szkoły funkcjonowały jako półtoraroczne (Skórcz, Toruń, i niemiecka w Świeciu), pozostałe jako szkoły zimowe. Szkoła w Świeciu niemiecka i polska znajdowała się pod jednym kierownictwem. Gospodarstwami rolnymi przy szkole dysponowały dwie szkoły (Kowalewo, Byszwałd). Rozmieszczenie i liczba szkół była niewielka w stosunku do liczby powiatów (18 powiatów), przy czym w Kowalewie występowały dwie szkoły (męskie i żeńskie), natomiast w powiecie świeckim szkoła polska i niemiecka.  
Szkołami kierowali kierownicy, powoływani przez dyrektora Pomorskiej Izby Rolniczej, po uprzednim zatwierdzeniu przez Ministra Rolnictwa i Dóbr Państwowych. Kierownicy legitymowali się wyższym wykształceniem rolniczym. Ponadto w szkołach zatrudniani byli nauczyciele zawodu, którzy poza nauczaniem w szkole, zobowiązani byli do prowadzenia praktyk rolniczych z uczniami poza szkołą. Państwo za pośrednictwem PIR, ponosiło koszty wynagrodzenia nauczycieli szkół rolniczych, których wysokość ustalano według norm obowiązujących w państwowych seminariach nauczycielskich.

### Uczniowie niższych szkół rolniczych
Szkoły rolnicze dysponowały niewielkimi budynkami, które nie pozwalały na duży nabór uczniów. Na ogół uczniowie wywodzili się ze średnich gospodarstw rolnych. Polityka izby mająca na celu pozyskania młodzieży z mniejszych gospodarstwa rolnych była utrudniona, z uwagi na koszty posyłania uczniów do szkół. Rolnicy traktowali dorastającą młodzież jako niezbędną siłę roboczą, mającą wpływ na koszt funkcjonowania gospodarstwa rolnego. Dlatego z pozycji rolnika decyzja o posłaniu dziecka do szkoły traktowana była jako ubytek siły roboczej w gospodarstwie rolnym.
Liczba uczniów w poszczególnych szkołach rolniczych przedstawiała się następująco:  
| Siedziba szkoły i powiat | Data uruchomienia szkoły | Rodzaj szkoły | Przeniesienie szkoły | Liczba uczniów | Liczba uczniów | Liczba uczniów | Liczba uczniów | Liczba uczniów | Liczba uczniów | Liczba uczniów |
| Siedziba szkoły i powiat | Data uruchomienia szkoły | Rodzaj szkoły | Przeniesienie szkoły | 1921/22        | 1922/23        | 1923/24        | 1924/25        | 1925/26        | 1926/27        | 1929/30        |
| Brodnica (brodnicki)     | 24 XI 1920               | męska         | b. z.                | 41             | 34             | 36             | 51             | 48             | 46             | 57             |
| Byszwałd (lubawski)      | 15 I1924                 | męska         | b. z.                | -              | -              | 21             | 38             | 32             | 42             | 21             |
| Chojnice (chojnicki)     | 9 XII 1922               | męska         | Pawłowo              | -              | 24             | 48             | 53             | 68             | 47             | 67             |
| Kościerzyna (kościerski) | 26 I 1921                | męska         | b. z.                | 40             | 50             | 36             | 58             | 43             | 30             | 41             |
| Kowalewo (wąbrzeski)     | 15 XI 1921               | męska         | likwidacja           | 24             | 51             | 58             | 59             | 48             | 42             | 28             |
| Kowalewo (wąbrzeski)     | 8 XI 1921                | żeńska        | b.z.                 | 24             | 35             | 34             | 30             | 24             | 36             | 31             |
| Świecie (świecki)        | 15 Xi 1921               | polska        | b. z.                | 32             | 35             | 22             | 30             | 28             | 27             | 31             |
| Świecie (świecki)        | 15 Xi 1922               | niemiecka     | b.z.                 | -              | 26             | 21             | 29             | 23             | 34             | 34             |
| Skórcz (starogardzki)    | 10I 1922                 | męska         | Bielawki             | 39             | 42             | 61             | 36             | 27             | 17             | 42             |
| Toruń (toruński)         | 3 Xi 1921                | męska         | Kałdus               | 40             | 38             | 35             | 17             | 18             | 19             | 51             |
| Wejherowo (wejherowski)  | 3 II 1923                | męska         | Puck                 | -              | 30             | 38             | 39             | 39             | 33             | 32             |
| Razem                    |                          |               |                      | 240            | 365            | 410            | 440            | 398            | 373            | 435            |

Kryzys światowy z lat 1929–1933 odbił się ujemnie na stanie rolnictwa pomorskiego, w tym także na szkolnictwie rolniczym. Trwałej likwidacji uległy cztery szkoły męskie – Bielawki, Byszwałd, Puck, Kowalewo.
W ówczesnych szkołach przywiązywano dużo uwagi do organizacji zajęć praktycznych. Brak własnych gospodarstw przyszkolnych powodował, że przeważająca część praktyk podejmowano na terenie gospodarstw rodziców. Każdorazowo szkoła ustalała dla uczniów zadania praktyczne, które kontrolowane były na miejscu przez nauczyciela. Nie rezygnowano również z innych form zapoznawania uczniów z nowoczesnymi problemami rolnictwa, głównie poprzez odwiedziny gospodarstw przodujących oraz wycieczki do stacji doświadczalnych.

## Średnie szkolnictwo rolnicze
Średnie szkolnictwo rolnicze na Pomorzu reprezentowane było przez jedną  tego typu placówkę. Była to powstała w 1925 r. Państwowa  Średnia Szkoła Hodowlano-Rolnicza w Dębowej Łące (powiat wąbrzeski). Szkoła ta w 1930 r.  przeniesiona została do Grudziądza. Motywem zmiany lokalizacji było pozyskanie większego budynku szkolnego a zwłaszcza obszerniejszego gospodarstwa przyszkolnego (173  ha) w Wielkim Tarpnie (koło Grudziądza), będącego własnością skarbu państwa.  
Kształcenie skierowane było do uczniów wywodzących się z większych obszarowo gospodarstw rolnych, głównie ze względu na koszty kształcenia. Temu celowi służyło zarówno ukierunkowanie programu nauczania, jak i organizacja zajęć praktycznych. Do czasu ukazania się ustawy z 1932 r. o ustroju szkolnictwa, nauczanie rolnictwa odbywało się w oparciu o własny program nauczania. Ze względu na znaczenie produkcji zwierzęcej, przyjęto nauczanie o nachyleniu hodowlano-rolniczym. W owym okresie duże znaczenie miała zwłaszcza hodowla koni, które odgrywały poważną rolę w wojsku. Natomiast w mniejszym zaś zakresie zwracano uwagę na problematykę produkcji roślinnej. 
W ustawie z 1932 r. przyjęto, że szkolnictwo zawodowe ma za zadanie przygotować wykwalifikowanych zawodowo pracowników dla życia gospodarczego przez teoretyczne i praktyczne kształcenie zawodowe z uwzględnieniem potrzebnego zakresu wykształcenia ogólnego oraz przez wychowanie społeczno-obywatelskie. 
Po 1932 r. szkoła w Grudziądzu miała charakter szkoły typu gimnazjalnego. Szkoły zawodowe tego stopnia dawały obok przygotowania praktycznego, przygotowanie zawodowe teoretyczne oraz uwzględniały w określonym zakresie wykształcenie ogólne. Program opierał się na drugim lub trzecim szczeblu programowym szkoły powszechnej i rozłożony był na trzy lata. Dolną granicę wieku przyjmowania kandydatów, był wiek nie  niższy niż 14 lat,  
Tygodniowy plan nauczania w Państwowej Średniej Szkoły Hodowlano -Rolniczej w Grudziądzu przedstawiał się następująco:  
| Przedmioty          | I klasa      | I klasa     | II klasa     | II klasa    | III klasa    | III klasa   |
| Przedmioty          | Okres zimowy | Okres letni | Okres zimowy | Okres letni | Okres zimowy | Okres letni |
| Ogólnokształcące    | 12           | 11          | 11           | 11          | 5            | 5           |
| Przyrodnicze        | 14           | 11          | 8            |             |              |             |
| Zawodowe            | 3            | 7           | 10           | 14          | 11           | 14          |
| Uzupełniające       |              |             |              | 4           | 13           | 10          |
| Wychowanie fizyczne | 1            | 1           | 1            | 1           | 1            | 1           |
| Razem               | 30           | 30          | 30           | 30          | 30           | 30          |
| Zajęcia praktyczne  | 15           | 15          | 15           | 15          | 15           | 15          |
| Ogółem              | 45           | 45          | 45           | 45          | 45           | 45          |

Liczba uczniów  wahała się od 68 do 83 osób. Wynikało to z dość wysokich kosztów utrzymania i konieczności wnoszenia innych należności. Jako szkoła ponadpodstawowa była zobowiązana do pobierania czesnego i innych opłat. Według rozporządzenia Ministra Wyznań Religijnych i Oświecenia Publicznego z 1932 r. o opłatach w szkołach zawodowych, ustalona opłata administracyjną  wynosiła 190 zł. Ponadto każdy uczeń zobowiązany był do wnoszenia różnych dodatkowych opłat, w tym przykładowo za egzamin wstępny 5 zł, za egzamin końcowy 10 zł, za świadectwo 5 zł. Opłata internatu wahała się w granicach 40-60 zł miesięcznie.
Warunkiem przyjęcia do szkoły było ukończenie co najmniej 14 lat, a ponadto mieć ukończone 7 klas szkoły powszechnej. Przyszłych uczniów obowiązywał egzamin wstępny z języka polskiego, matematyki i przyrody żywej. Uczniów, aby mogli otrzymać świadectwo ukończenia szkoły obowiązywały egzaminy, zarówno śródroczne, jak i końcowe.  
Personel szkoły składał się z 13 osób, w tym z 1 dyrektora, 9 nauczycieli i 3 instruktorów. Nauczyciele legitymowali się wykształcenie wyższym oraz przygotowaniem pedagogicznym.  Nauczyciele prowadzili aktywną działalność pozaszkolną, w tym w kółkach rolniczych, kołach gospodyń wiejskich, spółkach melioracyjnych i maszynowych, a zwłaszcza podejmowali współpracę z młodzieżą wiejską skupioną w zespołach przysposobienia rolniczego.